# Ayas
Ayas é uma comuna italiana da região do Vale de Aosta com cerca de 1.266 habitantes. Estende-se por uma área de 129 km², tendo uma densidade populacional de 10 hab/km². Faz fronteira com Brusson, Chamois, Châtillon, Gressoney-La-Trinité, Gressoney-Saint-Jean, La Magdeleine, Saint-Vincent, Valtournenche, Zermatt (CH-VS).

## Demografia
| Variação demográfica do município entre 1861 e 2011                               |
|                                                                                   |
| Fonte: Istituto Nazionale di Statistica (ISTAT) - Elaboração gráfica da Wikipedia |